# Lovehunter
Lovehunter är ett musikalbum från 1979 av bandet Whitesnake. Omslaget visar en naken kvinna i kamp mot en stor orm.

## Låtförteckning
1. "Long Way From Home" (David Coverdale)
2. "Walking In The Shadow Of The Blues" (Bernie Marsden, Coverdale)
3. "Help Me Thro' The Day" (Russell)
4. "Medicine Man" (Coverdale)
5. "You 'N' Me" (Coverdale, Marsden)
6. "Mean Business" (Whitesnake)
7. "Love Hunter" (Micky Moody, Coverdale, Marsden)
8. "Outlaw" (Jon Lord, Coverdale, Marsden)
9. "Rock 'N' Roll Women" (Coverdale, Moody)
10. "We Wish You Well" (Coverdale)

Bonusspår på 2006 års återutgåva:
1. "Belgium Tom's Hat Trick" (Moody)
2. "Love To Keep You Warm" (Coverdale)
3. "Ain't No Love In The Heart of The City" (Price, Walsh)
4. "Trouble" (Coverdale, Marsden)